# プロック

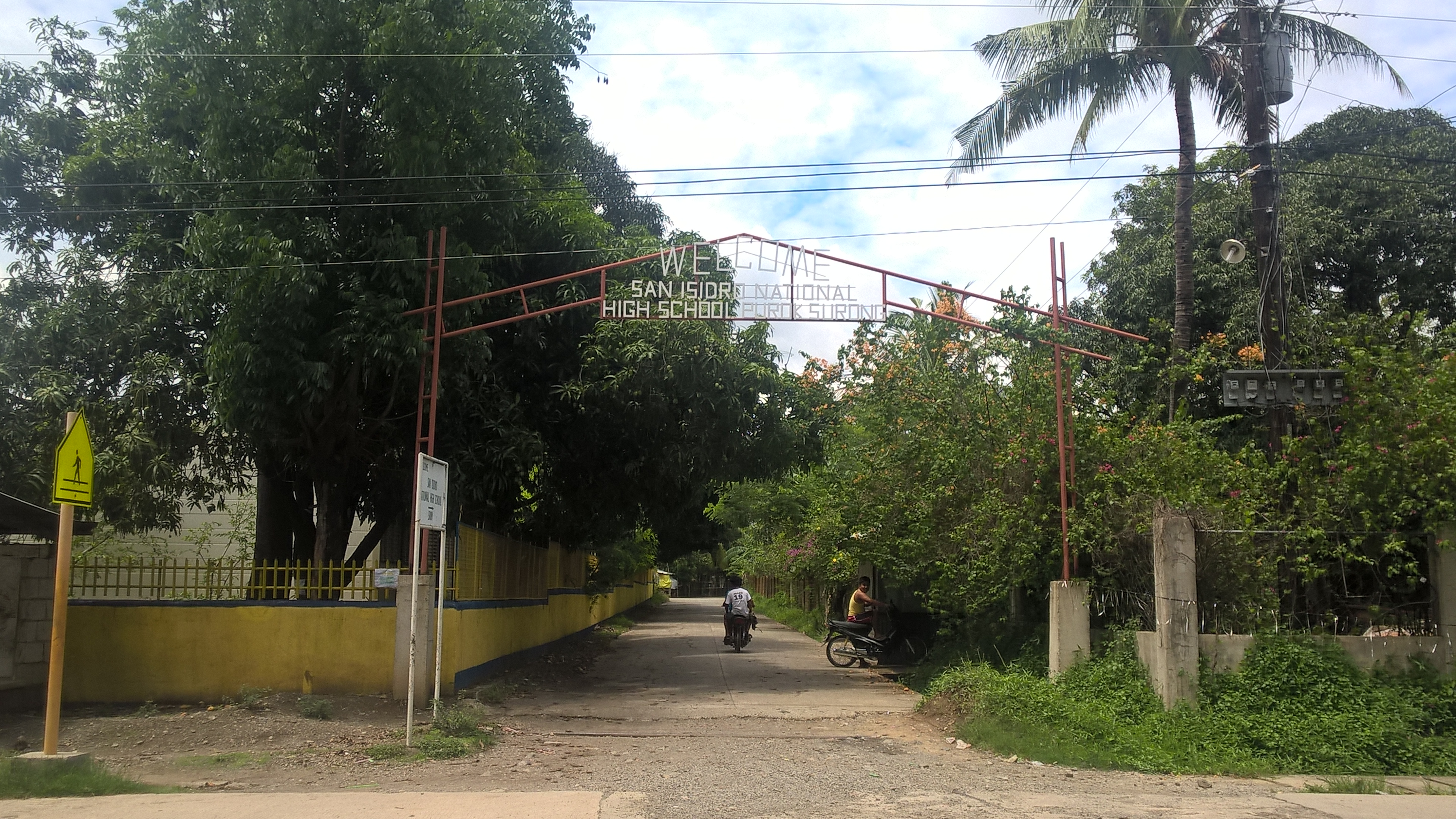
あるプロックの入口。

プロック (purok) は、フィリピンの地方自治体であるバランガイの非公式な下位区分で、日本語では「地区」ないし「区」、英語では「district」ないし「zone」と表現されることがある。地方自治体の単位 (LGU) としては公式に認められていないが、プロックは各種のサービスの提供やバランガイ内の行政の単位として、しばしば機能する。日本の「町内会の班のイメージに近い」と説明されることもある。
典型的な場合、ひとつのプロックは20戸から50戸から成るが、場合によっては、地理的位置や家屋の集積状況により数百戸の世帯から構成される。「プロック」という用語は、都市化が進んだバランガイにおいては、ひとつの近隣地区（英語でいう「neighborhood」ないし「zone」）を意味するが、比較的に見て地理的にコンパクトなバランガイにおいて、さほど都市化していないところでは、バランガイを区分した一部（英語でいう「portion」ないし「district」）を意味する。これとは対照的に、別概念である「シティオ (sitio)」は、より人口密度が低い、非都市的バランガイにおける小村の集落を指すのが通例である。
バランガイなり町や市の条例によってプロックが制定、導入される場合、プロックは自治体職員の協力と監督の下で、行政機能を執行することができる。場合によっては、バランガイ議会の議員が、出身プロックの指導者と見なされることもある。
新たにバランガイが制定される場合、そこに含まれるプロックやシティオが公式に列挙されることが多い。
例外的な場合には、町の新設に際してプロックが言及されることもあり、マギンダナオ州シャリフ・サイドナ・ムスタファでは、リブタン・イースト (Libutan East) とパガティン I (Pagatin I) のプロックが新設された町を構成する一部として、直接言及された。これらふたつのプロックは、その後、2010年はじめに、完全なバランガイとしてフィリピン統計局によって承認された。